# نیلس آلبرت
نیلس آلبرت (انگلیسی: Niels Albert؛ زادهٔ ۵ فوریهٔ ۱۹۸۶) دوچرخه‌سوار اهل بلژیک است.
وی در مسابقات کشوری و بین‌المللی در مجموع برندهٔ ۲ مدال طلا شده‌است.